# Roughton (Norfolk)
Roughton é uma vila e freguesia no distrito de North Norfolk em Norfolk, Inglaterra, cerca de 19,3 milhas (31,1 km) de Norwich.

## Transporte
A via principal é a A140, que vai de Norwich até Cromer. A estação de trem fornece um bom ligação com Norwich

## Igreja
A igreja de Roughton, denominada " Santa Maria", é uma das 124 igrejas com torre circular existentes em Nolfork

## Gallery

Beeston Regis
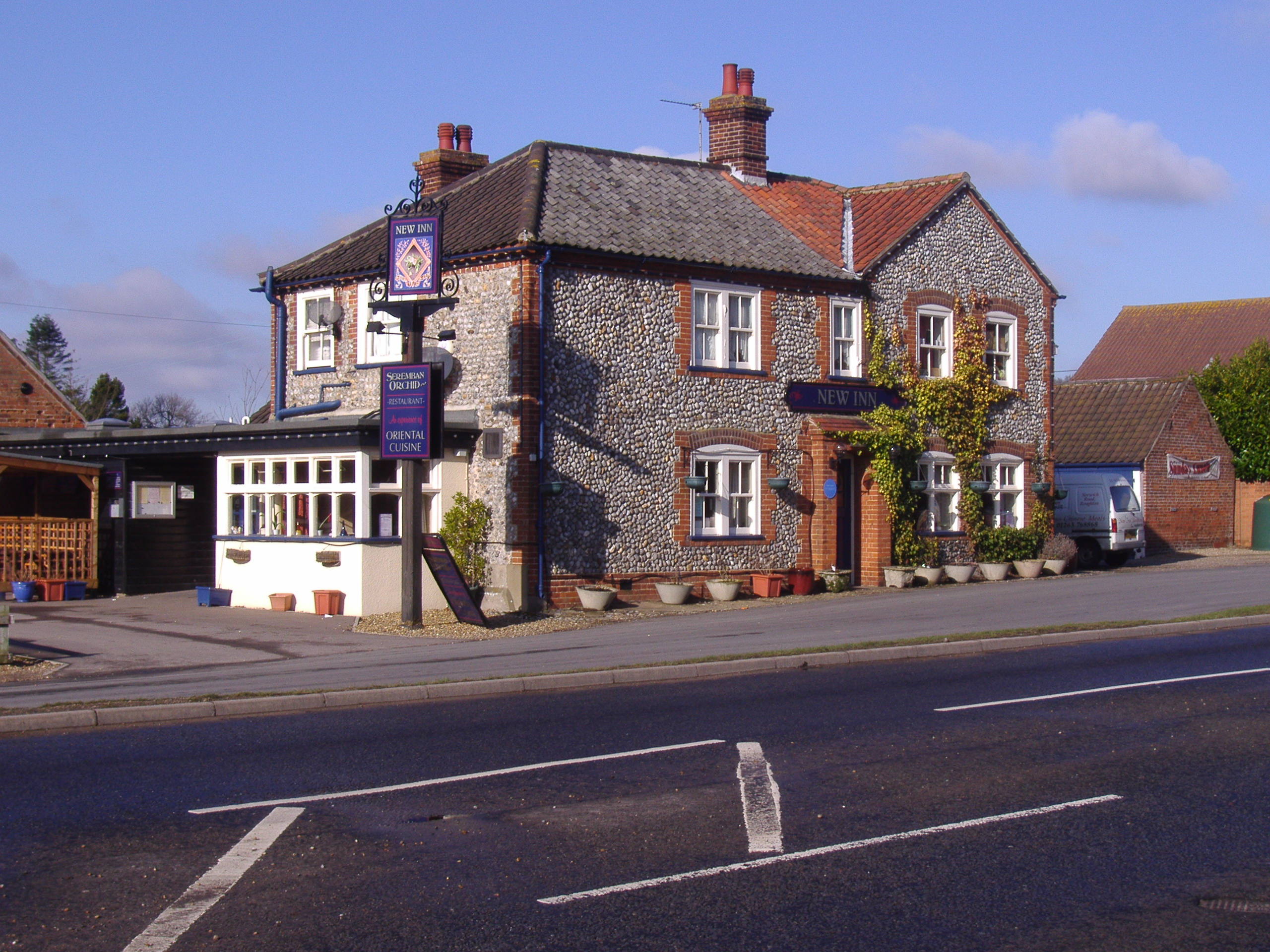
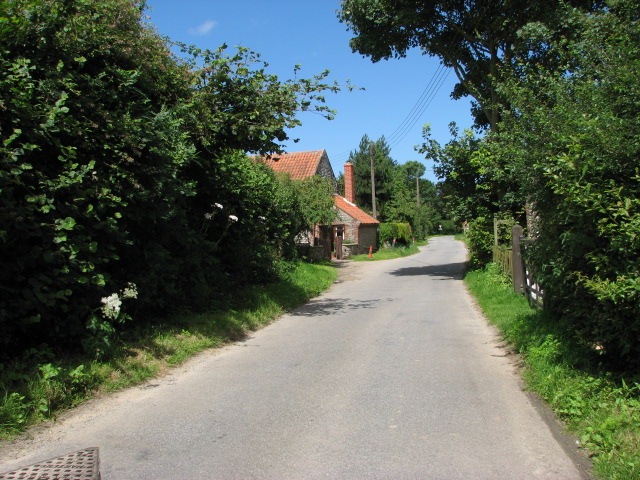
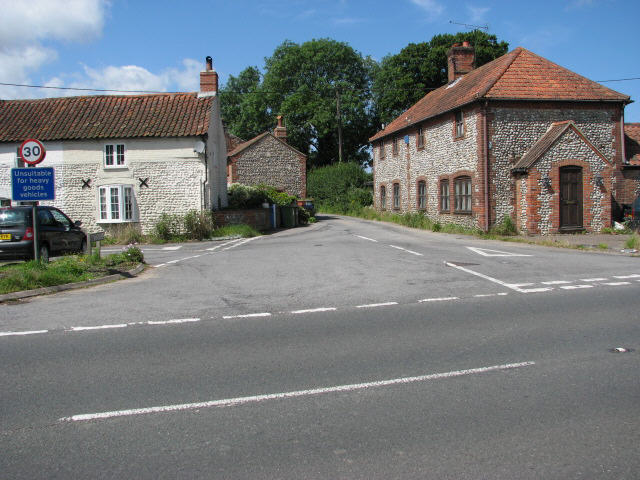
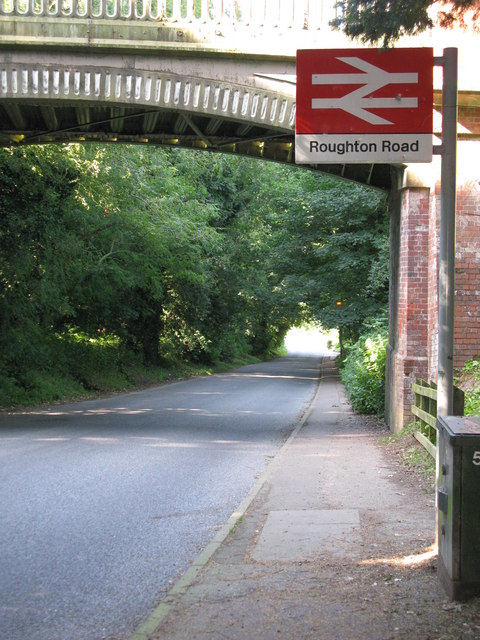
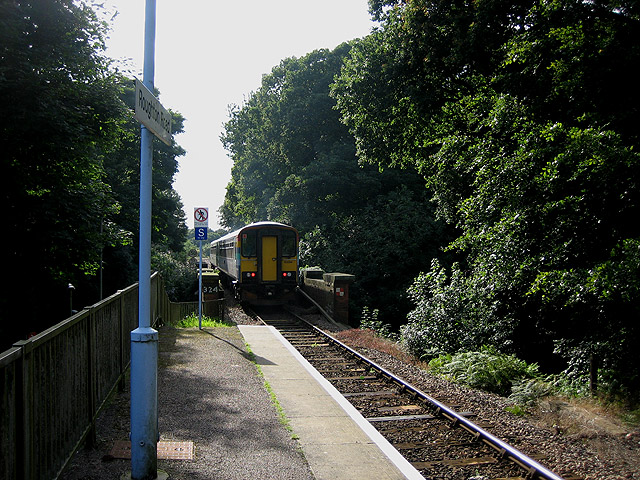
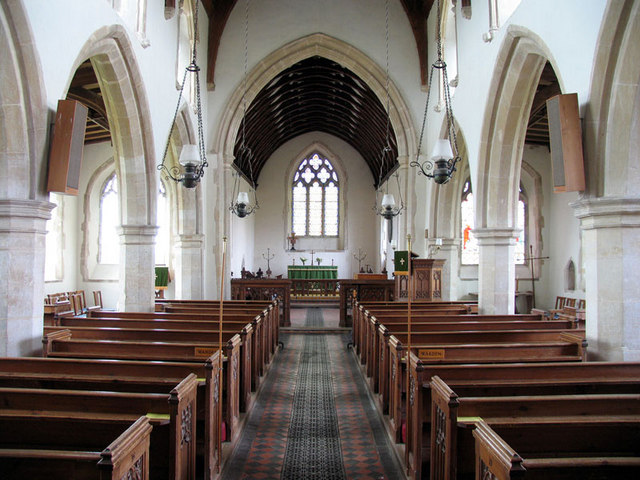
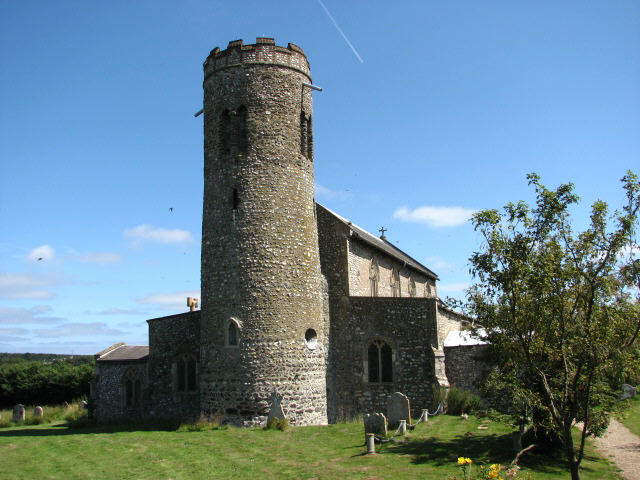
Torre Circular